# Norbert A'Campo
Norbert A’Campo (27 de abril de 1941)) é um matemático suíço.
Sua área principal de trabalho é a teoria das singularidades. Em 1974 foi palestrante convidado do Congresso Internacional de Matemáticos, e em 1988 foi eleito presidente da Sociedade Matemática da Suíça.